# کیت بنیستر (بازیکن فوتبال، زاده ۱۹۲۳)
کیت بنیستر (انگلیسی: Keith Bannister; ۲۷ ژانویهٔ ۱۹۲۳ – ۱۳ مارس ۲۰۱۲) بازیکن فوتبال اهل بریتانیا بود.
از باشگاه‌هایی که در آن بازی کرده‌است می‌توان به باشگاه فوتبال شفیلد ونزدی، باشگاه فوتبال چسترفیلد و باشگاه فوتبال مکلسفیلد تاون اشاره کرد.